# Georges Spénale
Georges Léon Spénale (Carcassonne, 29 novembre 1913 – Parigi, 20 agosto 1983) è stato un politico francese, esponente della SFIO e del Partito socialista.
Fu presidente del gruppo socialista al Parlamento europeo e presidente del Parlamento europeo.

## Biografia

### Estrazione e formazione
Il padre di Spénale era un impiegato delle Poste.
Spénale frequentò il liceo Ingres di Montauban. Si laureò in giurisprudenza all'università di Parigi e nel 1934 superò l'esame di ammissione alla Scuola nazionale della Francia d'oltremare. Aderì in gioventù alla SFIO.

### Amministratore coloniale
Alla fine della sua formazione Spénale cominciò a lavorare all'ufficio degli affari economici della Guinea, nel 1939 fu nominato amministratore aggiunto della Francia d'oltremare e nel 1941 capo di sotto-divisione nell'Alto Volta. Nel 1945 divenne amministratore della Francia d'oltremare e l'anno successivo fu nominato capo di gabinetto dell'alto commissario dell'Africa Equatoriale Francese. Nei primi anni Cinquanta diresse il gabinetto dell'alto commissario in Camerun e poi fu segretario generale del Camerun. Nel 1955 tornò in Francia per svolgere l'incarico di direttore aggiunto per gli affari politici presso il ministero della Francia d'oltremare. L'anno successivo fu nominato governatore della Francia d'oltremare e capo di gabinetto del ministro della Francia d'oltremare Gaston Deferre, incaricato in particolare di seguire l'applicazione della legge-quadro che riformò il sistema di amministrazione dei territori d'oltremare. Nel 1957 fu inviato in Togo come alto commissario e seguì l'evoluzione del Paese verso l'indipendenza nel 1960.

### Carriera politica
Alle elezioni del novembre 1962 Spénale si candidò per la SFIO e fu eletto deputato all'Assemblea nazionale nella terza circoscrizione del Tarn. Nel 1964 fu eletto consigliere generale di Rabastens e nel 1965 sindaco di Saint-Sulpice-la-Pointe. Fu sindaco della cittadina ininterrottamente fino al 1981. Fu eletto nuovamente deputato alle elezioni del 1967, 1968 e 1973. All'Assemblea nazionale Spénale si occupò in particolare di cooperazione con i Paesi africani, di gestione del territorio e di viticoltura.

#### Presidente del Parlamento europeo, 1975-1977
Il 17 dicembre 1964 Spénale fu indicato come membro del Parlamento europeo. Dal 1966 al 1967 presiedette la commissione parlamentare di associazione con la Grecia e dal 1967 al 1974 la commissione parlamentare per le finanze. Nel 1974 fu eletto presidente del gruppo socialista e nel marzo 1975 presidente del Parlamento europeo. Svolse l'incarico fino al marzo 1977, e durante il suo mandato si occupò in particolare della conclusione della Convenzione di Lomé e degli accordi per l'elezione diretta del Parlamento. Dal 1977 al 1979 fu primo vicepresidente del Parlamento europeo.

#### Senatore
Tra il 1975 e il 1976 Spénale fu vicepresidente del consiglio regionale del Midi-Pirenei. Il 25 settembre 1977 Spénale fu eletto senatore in rappresentanza del Tarn. In Senato si occupò in particolare dei problemi europei, della cooperazione con i paesi africani e dei problemi delle finanze locali. Dal 1979 al 1983 fu vicepresidente della delegazione del Senato per le Comunità europee. Dal gennaio 1981 all'aprile 1983 fece inoltre parte dell'Assemblea parlamentare del Consiglio d'Europa.

## Onorificenze
- Legion d'onore[1]
- Premio Eurafrique, 1976[1]
- Premio Joseph Bech, 1981[1]

## Curiosità
Spénale era appassionato di poesia. Una raccolta di suoi componimenti fu pubblicata postuma nel 1985.